# Chori Chori Chupke Chupke
Chori Chori Chupke Chupke è un film del 2001 diretto da Abbas-Mustan.